# Deimberg
Deimberg ist eine Ortsgemeinde im Landkreis Kusel in Rheinland-Pfalz. Sie gehört der Verbandsgemeinde Lauterecken-Wolfstein an.

## Geographie
Der Ort liegt im Nordpfälzer Bergland in der Westpfalz auf einer Anhöhe. Im Osten befindet sich Offenbach-Hundheim, im Süden Glanbrücken. Zu Deimberg gehört auch der Wohnplatz Deimberger Höfchen.

## Geschichte
Deimberg wurde 1336 als Dimbach erstmals urkundlich erwähnt. Zuvor gab es in der Nähe bereits die Siedlung Steinbächl, die wohl um 1400 bis 1500 wüst wurde. Deimbach gehörte den Rheingrafen im Nahegau und wurde nach einer zeitweisen Verpfändung und Weitergabe 1477 von den Wild- und Rheingrafen zu Salm-Grumbach zurückgekauft, die bis zum Ende des 18. Jahrhunderts die Herrschaft ausübten.
Die Inbesitznahme des Linken Rheinufers durch französische Revolutionstruppen beendete die alte Ordnung. Der Ort wurde bis 1814 Teil der Französischen Republik (bis 1804) und anschließend des Französischen Kaiserreichs, zugeordnet der Mairie Offenbach (am Glan) im Kanton Grumbach des Arrondissements Birkenfeld im Saardepartement. Nach der Niederlage Napoleons kam der Ort 1816 aufgrund der Vereinbarungen des Wiener Kongresses zum Fürstentum Lichtenberg, einer neugeschaffenen Exklave des Herzogtums Sachsen-Coburg-Saalfeld beziehungsweise ab 1826 des Herzogtums Sachsen-Coburg und Gotha. Mit diesem fiel er 1834 durch Kauf an Preußen, das aus diesem Gebiet den Landkreis Sankt Wendel schuf.
Nach dem Ersten Weltkrieg gehörte die Region zum französischen Teil der Alliierten Rheinlandbesetzung. Ein Teil des bisherigen Landkreises wurde allerdings abgetrennt und an das neugeschaffene Saargebiet angeschlossen. So entstand 1920 der Restkreis Sankt Wendel-Baumholder, zu dem Deimberg bis 1937 gehörte, als es in den Landkreis Birkenfeld eingegliedert wurde. Nach dem Zweiten Weltkrieg der französischen Besatzungszone zugeordnet, ist Deimberg seit 1946 Teil des damals neu gebildeten Landes Rheinland-Pfalz. Der Ort wurde 1969 in den Landkreis Kusel umgegliedert.

## Politik

### Gemeinderat
Der Gemeinderat in Deimberg besteht aus sechs Ratsmitgliedern, die bei der Kommunalwahl am 9. Juni 2024 in einer Mehrheitswahl gewählt wurden, und dem Vorsitzenden.

### Bürgermeister
Oliver Westermann wurde 2024 Ortsbürgermeister von Deimberg.
Seine Vorgängerin seit 2009 war Susanne Heer (SPD).

### Wappen
| Wappen von Deimberg | Blasonierung: „Von Gold und Grün schräglinks geteilt, oben rechts ein blaubewehrter und -bezungter roter Löwe, unter links auf schwarzem Dreiberg ein goldener Eichenbaum.“ |
| Wappen von Deimberg | |

## Kultur und Sehenswürdigkeiten
Als Naturdenkmal ist die alte Eiche auf dem Friedhof der Gemeinde ausgewiesen.
Siehe auch: Liste der Naturdenkmale in Deimberg

## Wirtschaft und Infrastruktur

### Öffentliche Einrichtungen
Die Gemeinde verfügt über ein Dorfgemeinschaftshaus.

### Verkehr
Im Südosten verläuft die Bundesstraße 420. Der Ort selbst wird durch die in Schleifenform angelegten Kreisstraße 62, die an der K 63 beginnt und endet, an das Straßennetz angeschlossen.
In Lauterecken ist ein Bahnhof der Lautertalbahn.